# 止観
止観（しかん、梵: śamatha-vipaśyanā）、シャマタ・ヴィパッサナーとは、仏教の瞑想の主なものであり、ヨーガ行である。サンスクリット語から奢摩他・毘鉢舎那と音写されることもある。初期仏教においては、瞑想はジャーナ（jhāna）、サマーディ（samādhi）との語を用いており、止観とは呼ばれていなかった。時代を経て仏教は、瞑想を止と観の二つに大別するようになった。
止（シャマタ:奢摩他）とは、心の動揺をとどめて本源の真理に住することである。また観（ヴィパシヤナ、毘鉢舎那）とは、不動の心が智慧のはたらきとなって、事物を真理に即して正しく観察することである。このように、止は禅定に当たり、観は智慧に相当している。ブッダは止により、人間の苦の根本原因が無明であることを自覚し、十二因縁を順逆に観想する観によって無明を脱したとされる。
仏教のヨーガ行は、止と観が同時に行われる止観である。止だけでなく観を重視するところに、仏教の瞑想法の特徴がある。止観は、しばしば2つの車輪に例えられ、不離の関係にある。ヨーガ観法（瞑想法）を取り入れて、この祈りと瞑想の技術が多様に発展したことが、仏教の特徴であるといえる。
仏教で出家者は、日常生活において従うべき実践的規律「戒（シーラ）」を守り身心を拘束することで欲望の制御を学び、瞑想すなわちヨーガ観法「定（サマーディ。静慮、禅那、禅定、思惟修とも）」を実践するという2つの「修行」の過程を経、仏教哲学の理論「慧」（パンニャー、般若）を学ぶ。仏教ではこの三学によって悟りを得ることを目指すが、止観は「戒定慧」の定慧に相当する。

## 止と観の違い
止とは、まず日常的な心の働きを静め、心を一つの対象に結びつけることを実践する。呼吸瞑想を例にとると、呼吸を一つずつ「入る」「出る」と気づいていく実践をし、心がどこかに飛んでいってしまった場合には、その事実に一旦「考えている」と気づいてから、またもとの呼吸の「入る」「出る」に戻る。この一連の動作を繰り返していくと、日常的な心の働きが静まってくる（近入定）。
最終的に、気づかれている対象としての入息出息から、心の気づくという作用が自ずから離れれば、第四禅から無色禅へと、心の働きがほとんど止滅する方向に向かっていく。
観とは、身体が感じるすべての感覚機能が起きていることを一つ一つ対象化して気づいていく。次から次へと六根によって感受が認識される際に、現在進行形に気づいていく（念）。
最終的に、色（rūpa）と名（nama）が別々の流れであり（名色分離智）、それらが無常・苦・無我であることを体得し、また一方のものが生じた時に他方のものが生じるという「縁起の理法（智慧）」を体得する。

## 東アジアの大乗仏教
東アジアでは、インドで段階的に発展した仏教は中国に伝えられたが、距離がかなり離れているためインドの各教団の思想や行法は随時伝わらず、時系列やコンテクストが分からない状態で、脈絡なく伝来した。中国では、いわば無秩序に伝わった仏教を整理して、理解できるよう再編成する必要があった。文献中心で流入したため、定がどれだけ正確に伝えられ、実践され理解されたのかはわからない。仏教の基本は三学を学ぶことであり、定を経なければ戒も慧も意味がないが、文献によって修行法の統一性・一貫性がなく、いかに定の体系を確立するかというのが中国仏教の重要の課題だった。天台宗の開祖智顗（ちぎ、538-597年）らは、当時の中国人の思想を通し、経典の教えの深さを計って体系化して再統合を行い（これを教判という）、中国の大乗仏教の修行法を体系化し、定学を発展させていった。
智顗は、ヨーガや禅那、三昧ではなく「止観」という言葉を重視し、止に停止、観に観達の意味があるとして、インド仏教で行われていたあらゆる行法は止観に統摂されるとし、止観が中国仏教においてヨーガの瞑想を象徴する重要な用語、東アジア仏教を代表する瞑想（修行）法となった。止観という言葉は、智顗からはじまった天台宗において多用される。
また禅宗が隆盛したことで、禅という用語も東アジアの仏教で、瞑想や悟りの境地を表す重要な言葉になった。禅は道教（老荘思想）の影響を受けて、徐々にインド的要素を基礎としながらも、その制約から離れて独自に発展した。禅は瞑想の宗派であり、悟りの方法として直感を信頼し、瞑想の実修を究極の真理への手段として他の宗派より特に重視する。禅宗では、涅槃の目的である仏性は言語表現を超えるものであり、恣意的に求めて得ることはできないとされ、一切に思慮分別を捨てた禅の実修により、究極の真理である空に到達できるとした。禅はアーサナ（坐法）を前提に行われたことから、座禅と呼ばれるようになったと言われる。中国での禅宗の拡大により、止観も広い意味で禅の一部に組み込まれた。
智顗の『天台小止観』、『摩訶止観』といった経典は、坐禅の詳細なマニュアルであり、天台宗だけでなく禅宗においても参照される。

### 禅宗
禅宗においては、サマタとヴィパッサナーを同時に行うことを提案しており、これを黙照禅という。禅宗の古典書である六祖壇経では以下と述べられている。
サマタは智慧の本質である。そして智慧は、サマタ（すなわち般若と三昧）の自然な働きである。般若のとき三昧はその中に存在する。三昧のときにはその中に般若が存在する。なぜ三昧と般若が等価であるのか。これはランプの光に似ている。ランプがあれば光はある。ランプがないときは暗闇がある。ランプは光の本質である。光はランプの自然な機能である。名前は違うが、本質的には根本的に同じである。三昧と般若の教えは、まさにこのようなものである。